# Desa Margaluyu (administrativ by i Indonesien, Jawa Barat, lat -6,78, long 107,31)
Desa Margaluyu är en administrativ by i Indonesien.   Den ligger i provinsen Jawa Barat, i den västra delen av landet, 80 km sydost om huvudstaden Jakarta. Desa Margaluyu ligger vid sjön Waduk Cirata.